# Jean-Claude Camus
Pour les articles homonymes, voir Camus.
Jean-Claude Camus, né le 28 octobre 1938 à Bernay (Eure), est un producteur de spectacles et directeur de théâtre français.
Il invente pratiquement le métier de producteur de concert ou de spectacles, à l'époque où les groupes et chanteurs de rock français tournent dans toute la France. Il devient le producteur de nombreux artistes, dont Les Chats sauvages à leurs débuts, mais surtout Johnny Hallyday et Michel Sardou. Puis, à partir de 2001, il dirige le théâtre de la Porte-Saint-Martin et, depuis 2011, les théâtres du Petit-Saint-Martin et de la Madeleine.

## Carrière
Né en 1938 en Normandie, autodidacte, il débute en 1961 en se proposant au culot comme agent artistique du groupe Les Chats sauvages qu'il découvre un soir au Golf-Drouot, puis en manageant et organisant leur première tournée d'été,,. En 1961, il est également manager du groupe de rock Les Vautours avec Vic Laurens,. En 1963, il organise une tournée en France et en Belgique pour le chanteur de rock Gene Vincent.
Il y avait déjà bien sûr des imprésarios s'occupant des artistes à l'époque, dans les années 1960, en France mais le métier de producteur de concert ou de spectacle n'existait pas vraiment, alors que ces spectacles commencent à jouer un rôle important dans la notoriété des artistes. Jean-Claude Camus participe à sa création, s'occupant de la logistique, de la publicité locale, du son, des lumières, de l'adaptation de la scène, de la billetterie, de la recette, et ... du montage ou démontage éventuel de chapiteau. Il y avait en effet encore peu de salles de concert. Dans les lieux de passage, ces concerts étaient en effet souvent organisés sous des chapiteaux, dans des stades, ou dans des parcs d'expositions. Puis vient le temps des décors grandioses, des effets spéciaux, des machineries complexes. Au fil des années, il s'impose dans ce métier et produit de nombreux artistes tels que : Sylvie Vartan, Patrick Bruel, France Gall, Lara Fabian, Florent Pagny, Patrick Fiori, Thomas Fersen, Sheila (de 1985 à 1989),.
À partir de 1977, il fonde la société Zéro Production, qui organise et coproduit avec Pascal Bernardin (fils d'Alain Bernardin, fondateur du Crazy Horse) et Gilbert Coullier, plusieurs spectacles d’artistes anglo-saxons en France: Bob Marley (concert au Bourget en 1980), Supertramp (Parc de Sceaux 1983), Prince (Zénith de Paris 1984, Bercy 1987 et 1988, Parc des Princes 1990),  Madonna (Parc de Sceaux 1987,Palais omnisports de Paris-Bercy 1990 ), Michael Jackson (Parc des Princes 1988), ou The Rolling Stones (Parc des Princes 1990). Il produit également la chanteuse Barbara, notamment à Pantin en 1981, puis au Zénith, en 1986, pour son spectacle Lily passion avec Gérard Depardieu, qui fut un échec.
En dehors de ces nombreuses productions, il est essentiellement connu auprès du « grand public » pour être le producteur emblématique de Michel Sardou et de Johnny Hallyday,,. De 1982 à 1990, il coproduit avec Gilbert Coullier, alors son beau-frère, leurs concerts sous la bannière Camus-Coullier Productions. À partir de 1990, Jean-Claude Camus continue seul sa collaboration avec les deux artistes.
Il crée ou produit également de nombreuses comédies musicales. Parmi celles-ci : La Valise en carton, et Peter Pan (Casino de Paris) La Légende de Jimmy, Starmania, Les Mille et Une Vies d'Ali Baba, Attention mesdames et messieurs, Adam et Ève: La Seconde Chance, etc. Ainsi que des shows ou des pièces de théâtre avec Mimie Mathy, Le gros n'avion, Annie Girardot, Jean-Paul Belmondo, Line Renaud, Pleins feux, Patrick Timsit, Richard Berry, Claude Brasseur entre autres[source secondaire nécessaire].
En 2001, il rachète le théâtre du Petit-Saint-Martin et le théâtre de la Madeleine, dont il assume la direction et monte des pièces telles que, Ils se sont aimés avec Michèle Laroque et Pierre Palmade, L'Homme en Question avec Michel Sardou et Brigitte Fossey, Sénateur Fox avec Pierre Mondy, Feydeau c'est fou avec Valérie Mairesse et François Morel, Love! Valour! Compasion !, Opening Night avec Marie-Christine Barrault, L'Avare avec Michel Bouquet, L'Emmerdeur de Francis Veber avec Patrick Timsit et Richard Berry, et Le Dîner de Cons avec Dany Boon et Arthur.
Depuis 2005, de nombreux artistes ont rejoint sa société de productions, tels Anggun, Amel Bent, Christophe Maé, Shy'm, Grégoire, Inna Modja, Tina Arena, Christophe Willem, Tal, Roland Magdane, Emmanuel Moire, Mauss, Julie d'Aimé, suivit en 2007 par Chimène Badi, Christophe Maé et Christophe Willem.[source secondaire nécessaire]
Avec cette société, il produit toujours des spectacles de Johnny Hallyday, Michel Sardou. Il a aussi produit Sheila, Patrick Bruel, Florent Pagny ou Jean-Michel Jarre, mais aussi, plus ponctuellement, des concerts de stars anglo-saxonnes tournant en France comme Madonna en 1987, Michael Jackson en 1988 ou les Rolling Stones en 1990.
Cette même année 2005, il se sépare de sa sœur et associée Anne-Marie Camus. C'est la fin de Camus & Camus Productions renommée Jean-Claude Camus Productions. Il organise le concert du 14 juillet intitulé Champ'Libre sur le Champ-de-Mars (Paris).
En janvier 2008, il annonce la vente de sa société dont il reste président, au groupe Warner Music France. Officiellement à la retraite, il préside un temps le conseil de surveillance du groupe, déléguant à Dinh Thien Ngo les fonctions exécutives, ce dernier étant nommé président du directoire juste après la cession au groupe à Warner Music. Réputé être l'éminence grise de Jean-Claude Camus depuis plus de 10 ans, Dinh Thien Ngo veille à assurer l'intégration de la société à la Major Warner et la transition du groupe, dans un secteur en pleine mutation. Avec la révolution numérique et les chargements illégaux de musique sur internet, en effet, et avant le développement des abonnements à des plateformes de streaming, le secteur des concerts pèse davantage dans les recettes des maisons de disques, et prend pour celles-ci une importance stratégique.
À la suite des complications après l'opération de Johnny Hallyday le 26 novembre 2009, qui a conduit à l'annulation de la dernière partie du Tour 66, il met en cause le chirurgien Stéphane Delajoux. Ce dernier porte plainte pour diffamation,. En février 2011, Jean-Claude Camus est mis en examen pour diffamation et injures envers le docteur Delajoux. Le producteur est condamné le 2 novembre 2012 à verser 7 500 euros de dommages et intérêts au docteur Delajoux.
Sa collaboration commencée en 1975 avec Johnny Hallyday, s'achève officiellement en 2010,,, suivi peu après, de celle avec  Michel Sardou,, les deux signant avec Gilbert Coullier. Puis Johnny Hallyday se réconcilie avec lui, par l'intermédiaire de son épouse Laetitia, en 2016.
Jean-Claude Camus Production est rebaptisée Decibels Production par Warner en 2014. Dinh Thien Ngo est remplacé par Pierre-Alexandre Vertadier à la tête de l'entreprise. Le catalogue de cette société passe de 6 à 35 artistes en quelques années.
En parallèle, retiré de ses activités de production de spectacles, Jean-Claude Camus se consacre bientôt exclusivement à la direction théâtrale, jusqu'en 2015, année où il vend ses théâtres à Fimalac.
Il publie ses mémoires, Pas né pour ça, en octobre 2017. Le livre paru chez Plon relate ses souvenirs aux côtés des stars dont il fut le producteur ainsi que le hasard qui le conduit à s'imposer comme producteur de concert et de spectacle,.

### Autres mandats
- Président-directeur général de la SA Music Hall de Paris à l'Olympia (1964)
- Président du Syndicat national des producteurs et organisateurs de spectacles (1988-1998)
- Président du Fonds de soutien à la chanson, aux variétés et au jazz (1998-2001), actuel Centre national de la chanson, des variétés et du jazz

## Famille
Jean-Claude Camus est le père de la réalisatrice et productrice Isabelle Camus, ex conjointe de Yannick Noah ; le frère d'Anne-Marie (née Annette) Camus, née le 26 septembre 1952, directrice du Zénith Oméga de Toulon ; l'ancien beau-frère du producteur de spectacles Gilbert Coullier.

## Publications
- Pas né pour ça : ma vie avec les stars, Paris, Plon, 2017 (1re éd. 2017), 330 p. (ISBN 978-2-259-25981-1).

## Distinctions

### Décorations et distinctions
- Officier de la Légion d'honneur (2006)[30] ; chevalier (1998);
- Commandeur de l'ordre national du Mérite (2010)[31];
- Commandeur de l'ordre des Arts et des Lettres (2002)[32] ; officier (1996)[33] ; chevalier (1990)[34];
- Médaille d'honneur de la Sacem;
- Victoire de la musique pour le spectacle de Johnny Hallyday à la Tour Eiffel en 2000;
- Victoire de la musique du producteur de spectacles de l'année en 1991;
- Victoire de la musique du Spectacle de l'année pour Michel Sardou à Bercy en 1991.

## Parrainage
Jean-Claude Camus est le parrain d'une école de musique dans l'Eure, qui porte son nom à Beaumont-le-Roger, où il se rend chaque année pour la remise des diplômes aux élèves.